# Ville de Townsville
La ville de Townsville est une zone d'administration locale à l'est du Queensland en Australie.
Le comté comprend les villes de :
- Townsville ;
- Alligator Creek ;
- Cape Cleveland ;
- Woodstock ;
- Magnetic Island.

Elle a fusionné en mars 2008 avec la ville de Thuringowa.